# 荒木優奈
荒木 優奈（あらき ゆうな、2005年6月17日 - ）は、日本の女子プロゴルファー。熊本県玉名市出身。日本女子プロゴルフ協会（JLPGA）所属。2024年プロテスト合格（97期生）。

## 略歴
4歳でゴルフを始める。ジュニア時代から国内外の大会で活躍し、2022年には日本ジュニアゴルフ選手権で優勝。2023年にはオーストラリアン・マスター・オブ・アマチュアを制し、日本人2人目の優勝者となった。また同年のトヨタジュニアゴルフワールドカップでは、個人・団体ともに優勝を果たした。
高校は宮崎県の日章学園高等学校に進学。2024年に日本女子プロゴルフ協会のプロテストに合格し、同年のJLPGA新人戦加賀電子カップで優勝。2025年シーズンではブリヂストンレディスオープンで2位に入るなど、ルーキーイヤーながら活躍を見せている。

## プロ転向後の主な戦績
- 2024年：JLPGA新人戦 加賀電子カップ 優勝[4]
- 2025年：ブリヂストンレディスオープン 2位（通算−18）[1]

## プレースタイル・人物
156cmと小柄ながら、安定したスイングとショット精度に定評がある。勝負強さと落ち着いたプレーぶりから、次世代の日本女子ゴルフ界を担う有望株と目されている。